# خطوط طيران سبير الرحلة PAR-3601
رحلة خطوط طيران سبير رقم PAR-3601 كانت عبارة عن رحلة شحن جوية بين إيكاترينينبرج في روسيا ومطار مالطا الدولي في مالطا. وقد تحطمت الطائرة في حقل ذرة على مسافة 1500 متر (4921 قدمًا) إلى الشمال الشرقي من مدرج مطار بلغراد نيكولا تسلا في بلغراد، ثم تم تحديد موقعها في جمهورية يوغوسلافيا الاتحادية في التاسع عشر من أغسطس عام 1996.

## الطائرة
كانت الطائرة من طراز إليوشين Il-76T وكان عمرها 12 عامًا وكانت تحمل رقم ذيل RA-76513. RA-76513.

## التسلسل الزمني للطيران
غادرت طائرة الرحلة PAR-3601 إيكاترينينبرج في الثامن عشر من أغسطس عام 1996. ثم هبطت الطائرة Il-76T هبوطًا مثاليًا في مطار بلغراد نيكولا تسلا من أجل التزود بالوقود وإجراء الفحوصات الروتينية.
ثم حاولت طائرة الرحلة PAR-3601 الإقلاع في حوالي الساعة 23:00، إلا أنه عندما تم بدء تشغيل المحركات، فشلت كل الأنظمة الكهربية في العمل. وتم إصلاح العطل، وفي التاسع عشر من أغسطس عام 1996، وفي الساعة 00:10، أقلعت طائرة الرحلة Par-3601 متوجهة إلى مالطا. وبعد حوالي 15 دقيقة من الإقلاع، وعندما وصلت طائرة الرحلة PAR-3601 إلى فالييفو في يوغوسلافيا، اتصل الطيار فلاديمير ستاريكوف ببرح المراقبة الجوية في بلغراد وأخبرهم أن الطائرة عادت تعاني من مشكلات في الأنظمة الكهربية، وكان هذا الاتصال هو آخر اتصال جرى بين برج المراقبة الجوية مع طائرة الرحلة PAR-3601.
ومن المتصور أن الطائرة قد فقدت كل الطاقة المطلوبة لأنظمة الملاحة والاتصالات. وقد قامت طائرة الرحلة PAR-3601 بالدوران بزاوية 180 درجة وحاولت العودة إلى مطار بلغراد نيكولا تسلا.
وقد ظهرت الطائرة PAR-3601 فوق بلغراد بعد ساعة تقريبًا من إقلاعها. وقد رأى الكثير من قاطني بلغراد الطائرة وهي تطير فوق المدينة، ولاحظوا أنه لا توجد أي إضاءة في الطائرة. وقد كان الطقس فوق بلغراد شديد السوء في تلك الليلة، وكانت السحب كثيفة. وحيث إنه لم تكن هناك أي طاقة في الطائرة، كانت الطريقة الوحيدة لرؤية المدرج عن طريق الرؤية بالعين المجردة.
وفي حوالي الساعة 01:30، دارت طائرة الرحلة PAR-3601 فوق وسط بلغراد على ارتفاع منخفض للغاية، وقد قال أحد شهود العيان إن الطائرة كانت تطير على ارتفاع منخفض للغاية فوق نيو بلغراد. والساعة 03:14، حاول فريق الطائرة الهبوط، في البداية من خلال عمل دورة بزاوية 180 درجة، ثم التوجه إلى المدرج 12 بزاوية 121 درجة.
وقد اصطدمت طائرة الرحلة Il-76T بالأرض الساعة 03:16 على مسافة 1500 متر (4921 قدمًا) إلى الشمال الشرقي من المدرج رقم 12، حيث أدى هذا الاصطدام إلى مقتل جميع أفراد الطاقم. وقد سُمع صوت انفجار شديد، مع تطاير أجزاء من الطائرة تقريبًا إلى مبنى المطار ذاته.
وبعد لحظات قليلة من الانفجار، قامت الشرطة الصربية بسرعة بإغلاق المنطقة حول موقع الانفجار، وأوقفت على الفور حركة المرور في الطريق السريع المجاور للموقع. وقد طاردت الشرطة أي صحفي حاول الوصول إلى الموقع، وتقريبًا منعت أي شخص من الإبطاء في أجزاء من الطريق السريع التي كان من الممكن رؤية الانفجار منها. وحتى الدبلوماسيين الروس منعوا من الوصول إلى الموقع.
وقد أثارت الإجراءات العنيفة التي قامت بها الشرطة العديد من الأسئلة بين وسائل الإعلام، وبعد ساعات قليلة من الانفجار، انتشر قدر كبير من التوقعات على مختلف المنافذ الإعلامية. وقد قالت بعض وسائل الإعلام إن الطائرة كانت مؤجرة للشركة اليوغوسلافية جاجو إمبورت، والتي كانت عبارة عن شركة استيراد وتصدير عسكرية تم تأسيسها في الخمسينيات من القرن العشرين كجزء من وزارة دفاع جمهورية يوغوسلافيا الاشتراكية الاتحادية'. وقد ذكرت وسائل إعلامية أخرى أن الشحنة كانت عبارة عن 1000 إطار مطاطي من إطارات الطائرات، تزن 14 طنًا، و744 كجم (1640 رطلاً) من الشعلات لمركز الشحن الجوي المسجل في مالطا. وقد رفضت خطوط طيران سبير توفير معلومات حول الشركات التي تتعامل معها والشحنة التي كانت الطائرة تحملها.

## وصلات خارجية
- Dulovic، Jovan؛ Vasic، Milos؛ Vukelic، Ilija؛ Stosic، Branko؛ Kuznetsov، Sergei (24 أغسطس 1996). "Last Flight Over Belgrade". Vreme News Digest Agency. مؤرشف من الأصل في 2013-07-04.
- Hegdes، Chris (7 نوفمبر 1996). "Serbs Said to Ship Arms to Libya In Effort to Evade U.N. Sanctions (page 1 of 2))". نيويورك تايمز. مؤرشف من الأصل في 2013-07-04.
- Hegdes، Chris (7 نوفمبر 1996). "Serbs Said to Ship Arms to Libya In Effort to Evade U.N. Sanctions (page 2 of 2)". نيويورك تايمز. مؤرشف من الأصل في 2013-07-04.
- "Plane crash near Belgrade kills 12". سي إن إن. 19 أغسطس 1996. مؤرشف من الأصل في 2001-07-12.
- "IL-76 crash". Flightglobal. Flight International. 28 أغسطس 1996. مؤرشف من الأصل في 2013-07-04.